# Олусегун Обасанџо
Олусегун Арему Окикиола Метју Обасанџо (енгл. Oluṣẹgun Arẹmu Okikiọla Matthew Ọbasanjọ; Абеокута, 5. март 1938) је пензионисани генерал нигеријске војске, те пети и дванаести председник Нигерије и оснивач Четврте Нигеријске Републике.
У августу 2021. године Афричка унија именовала је Олусегуна Обасанџа за високог представника за мир на Афричком рогу.

## Биографија
Рођен је 1938. године у држави Огун, на југозападу Нигерије, у народу Јоруба. Потиче из хришћанске породице. Године 1958, пријавио се у војску и борио се у нигеријском грађанском рату. Тамо се истакао као добар и успешан командант. Освојио је место Овери, чиме је био завршен грађански рат.
Након краја рата, десио се пуч 1975. године, на девету годишњицу доласка на власт Јакубуа Говона. Сам Обасанџо постао је заменик вође пуча и његов предстојник уреда. Био је на листи за одстрел групе уротника који су планирали удар, али је један пуковник погинуо када је замењен с Обасанџом. Један од оних који је требало да буду убијени био је и бојник Теофилус Данџума, који је заједно с Мурталом Мохамедом, довео Говона на власт.
Када је предводник пуча Муртала Мохамед убијен, сам Обасанџо је 13. фебруара 1976. дошао на власт као војни вођа, али ипак није постао диктатор.
Сишао је с власти 1. октобра 1979. године. Тада је власт предао Шехуу Шагарију. Војска је 1983. поновно дошла на власт. Кад је десет година после срушен и тај режим, на власт је дошао Сани Абача који за време своје петогодишње диктатуре често кршио људска права.
Олусегун се побунио против Абаче, због чега је завршио затвору, као и многи други угледни политичари. Он није учествовао нити подупирао пуч који се догодио 1983. године. Те исте године постао је пензионисани генерал. Након Абачине смрти, пуштен је из затвора. Новооснована Народна демократска странка Нигерије предложила га је за председника и он је однео победу.
Као први цивилни председник након 16 година војне власти од 1983. до 1999, заклео се 29. маја 1999. године. Данас се у Нигерији 29. мај слави као држани празник, под именом Дан демократије.
Посећивао је западне земље током првог мандата, желећи да спере љагу коју је на Нигерију бацио Абача. Победио је и на председничким изборима 2003. године. Ти избори били су процењени као намештени, а Обасанџови противкандидати били су Мухамеду Бухари и потпуковник Оџукву, који је своједобно отцепио Бијафру 1967. године.
Одступио је с места председника Нигерије, након избора одржаних у априлу 2007. године. Дана 29. маја 2007, на дужности председника заменио га је Умару Јар'Адуа.
Говорило се да је хтео да промени устав, како би добио трећи четворогодишњи мандат као цивилни председник. Његов предлог није прошао у Националној скупштини. Током владавине друге војне хунте економски раст био је само 3%, а он га је у два мандата удвостручио, те су девизне резерве Нигерије нарасле са 2 милијарде на 43 милијарде долара.
Иако је два пута добио изборе, у својој држави Огун на југозападу Нигерије није превише популаран, јер је 1979. предао власт Шагарију, а не некоме из свог народа.

## Лични живот
Два пута се женио и оба пута остао удовац (прву жену су му убили, а друга је умрла природном смрћу).